# Hình tượng con gà trong văn hóa
Con gà, đặc biệt là gà trống hiện diện nhiều trong nhiều nền văn hóa Phương Đông và Phương Tây. Là vật nuôi từ được thuần hóa từ lâu trong lịch sử, gà gắn bó với cuộc sống con người, nhất là trong tôn giáo và thần thoại. Từ thời cổ đại, gà đã là một loài vật linh thiêng trong một số nền văn hóa và gắn chặt với nhiều hệ thống tín ngưỡng và thờ cúng tôn giáo với tư cách là lễ vật (vật hiến tế hay vật tế thần). Gà có vai trò quan trọng trong đời sống người dân, ở vùng nông thôn, tiếng gà trống gáy là tiếng đồng hồ báo thức cho con người ở những vùng quê êm ả. Trong văn hóa phương Đông, gà là một trong 12 con giáp với biểu tượng Dậu và cũng nằm trong lục súc.

## Ở phương Tây

### Hy Lạp
Người Hy Lạp sau khi tiếp xúc với văn hóa Ba Tư đã dùng thuật ngữ "chim Ba Tư" để chỉ gà trống "do tầm quan trọng to lớn và công năng tôn giáo của gà trống trong xã hội Ba Tư". Tranh vẽ đầu tiên về gà ở châu Âu được tìm thấy trên món đồ gốm Korinthos niên đại thế kỷ VII trước Công nguyên. Người Hy Lạp cổ đại thường không dùng gà để hiến tế, có lẽ là do nó vẫn được xem là loài vật ngoại lai. Nhờ sở hữu tính dũng cảm mà gà trống được cho là tượng trưng của thần Ares, Heracles và Athena. Người Hy Lạp cũng tin rằng ngay đến sư tử cũng còn sợ gà trống.

### La Mã
Gà trống có ý nghĩa quan trọng về mặt tôn giáo với người La Mã. Họ cho rằng, gà trống có mối liên kết với thần Mercury, người đưa tin của các vị thần, cũng là người chịu trách nhiệm đưa các linh hồn người chết về thế giới bên kia. Người La Mã cổ đại dùng gà trong thuật bói chim để nhận lời tiên tri. Một người (gọi là pullarius) sẽ chăm sóc gà, khi nào cần bói thì ông ta sẽ mở lồng và cho nó hạt đậu hoặc một loại bánh ngọt mềm đặc biệt. Nếu con gà ở nguyên trong lồng và gây ra tiếng động ("occinerent"), đập cánh hoặc bay đi thì đó là điềm xấu, nếu con gà ăn ngấu nghiến thì là điềm tốt.
Năm 249 trước Công nguyên, trước trận chiến Drepana, vị tướng La Mã là Publius Claudius Pulcher đã sai người vứt "những con gà thiêng" xuống biển do chúng từ chối ăn. Năm 162 trước Công nguyên, La Mã ra luật Lex Faunia cấm vỗ béo gà mái nhằm để đảm bảo lượng ngũ cốc tích trữ. Do vậy dân La Mã chuyển sang thiến gà trống, kết quả là kích cỡ gà tăng gấp đôi, mặc cho luật của La Mã quy định không được phép ăn gà đã vỗ béo, trong chăn nuôi thì gà bản địa La Mã hoặc gà lai giữa gà mái bản địa và gà trống Hy Lạp lại được ưa chuộng hơn

### Do Thái

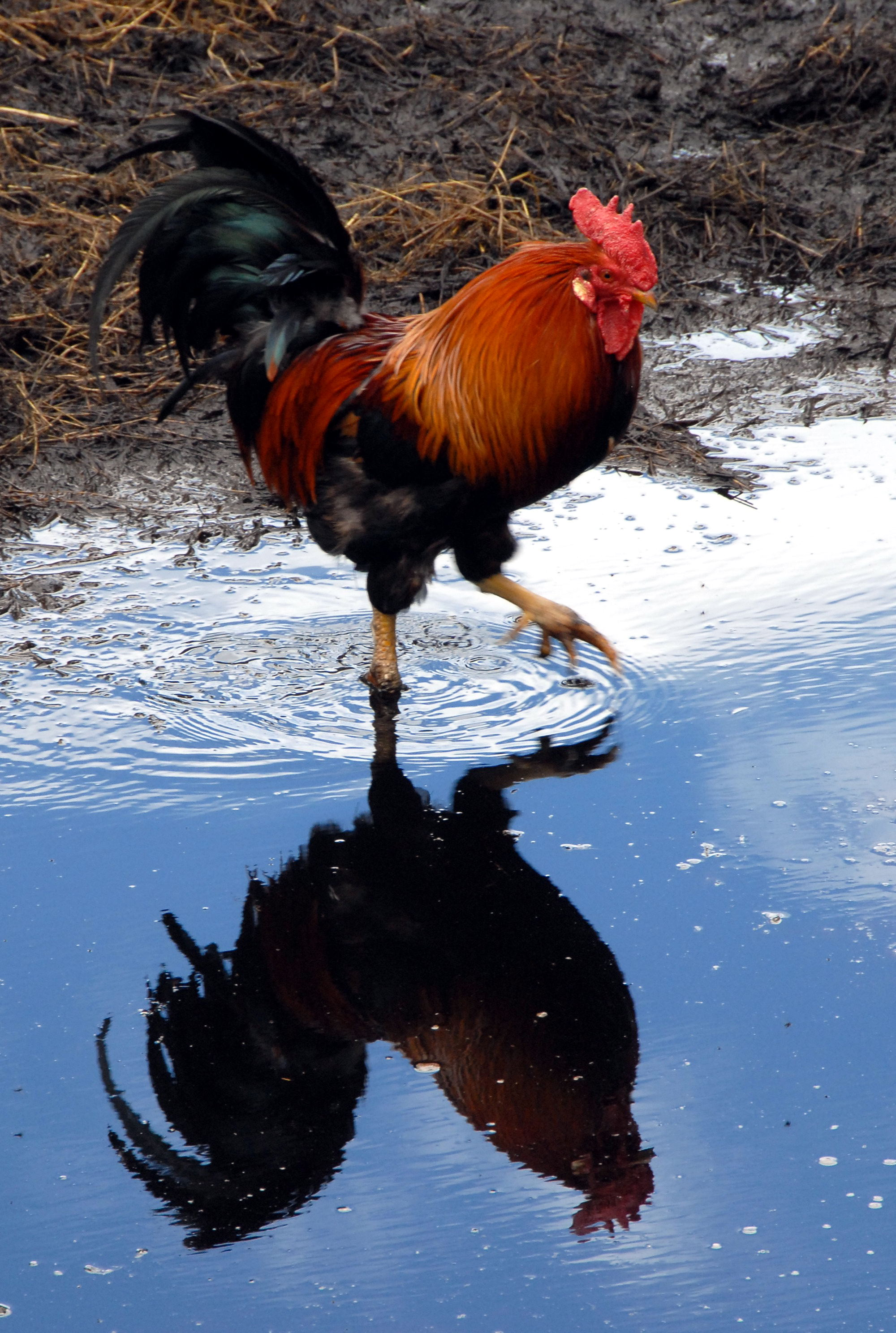
Một con gà trống

Buổi chiều trước ngày Yom Kippur - ngày sám hối linh thiêng của người Do Thái - trong một nghi thức gọi là kapparos. Động vật thường dùng là gà hoặc cá do chúng có sẵn (và có kích cỡ vừa tay cầm). Nghi lễ hiến tế này mang ý nghĩa rằng động vật đó sẽ mang đi mọi tội lỗi của người làm lễ. Sách Talmud có nói đến việc học hỏi "tính lịch thiệp đối với bạn đời" từ gà trống (Eruvin 100b), khi gà trống tìm thấy thứ gì ăn được, nó sẽ gọi các gà mái đến ăn trước. Sách Talmud viết "Giả sử nếu chúng ta không có kinh Torah thì chúng ta sẽ họ sự nhu mì từ mèo, sự cần cù lao động lương thiện từ kiến, sự trinh bạch từ bồ câu và sự lịch thiệp từ gà trống" - (Jonathan ben Nappaha. Talmud: Erubin 100b)
Trong kinh Tân Ước, Giê-su đã tiên đoán sự phản bội của Thánh Phêrô: "Thầy bảo thật anh, nội đêm nay, gà chưa kịp gáy, thì anh đã chối Thầy ba lần." (Lc 22:34) Lời tiên tri đó đã thật sự trở thành sự thật (Lc 22:61). Điều này khiến gà trống trở thành biểu tượng của sự cảnh giác và sự phản bội. Trong Phúc Âm Mát-thêu, Phúc âm Máccô và Phúc âm Luca của Tân Ước đều đề cập chuyện gà trống đóng vai trò là hiện thân của Giê-su. Vào thế kỷ VI, Giáo hoàng Grêgôriô I tuyên bố gà trống là biểu tượng của Kitô giáo. Vào thế kỷ IX, Giáo hoàng Nicôla I ra lệnh đặt hình gà trống lên tất cả các gác chuông nhà thờ. Chúa Giê-su so sánh ông với gà mái mẹ khi nói về Jerusalem: Hỡi Jerusalem, Jerusalem, ngươi giết các đấng tiên tri và ném đá những kẻ chịu sai đến cùng ngươi, bao nhiêu lần ta muốn nhóm họp các con ngươi như gà mái túc con mình lại ấp trong cánh, mà các ngươi chẳng hứng. (Mt 23:37; Lc 13:34).

### Âu Mỹ
Trong nhiều truyện cổ tích Trung Âu, người ta tin quỷ dữ sẽ chạy trốn khi nghe tiếng gáy đầu tiên của gà trống. Ở Pháp, con gà Gô-loa là biểu tượng của nước Pháp. Để chỉ vật có giá trị, người ta thường dùng thuật ngữ: Gà mái đẻ trứng vàng.
Tục chọi gà dựa vào tính bẩm sinh của gà trống muốn chống trả những đối thủ gà trống khác nếu vào chung một khoảnh sân. Tục chọi gà phổ biến ở một số quốc gia, trong đó có Việt Nam.
Tuy nhiên ở Tây phương thì có nơi ngăn cấm, cho là sinh hoạt hiếu sát và bạo động vì gà sẽ đấu nhau đến chết.

## Ở châu Á
Gà chắc hẳn đã sớm được thuần hóa ở Đông Nam Á do từ ngữ để chỉ gà nhà (*manuk) là một phần của ngôn ngữ Nam Đảo nguyên thủy. Gà, chó và lợn là những vật nuôi trong nền văn hóa Lapita - nền văn hóa thời đồ đá mới đầu tiên của châu Đại Dương. Tại Indonesia, gà mang ý nghĩa hết sức quan trọng trong nghi lễ hỏa táng của đạo Hindu. Gà ở đây được xem là đường nối cho linh hồn xấu xa. Trong buổi lễ, gà bị thắt chân để bảo đảm rằng mọi linh hồn xấu xuất hiện trong buổi lễ sẽ nhập vào gà thay vì nhập vào các thành viên trong gia đình tại đó. Sau lễ, người ta mang gà về nhà và nó lại tiếp tục cuộc sống bình thường. Cũng ở quốc gia này, người ta thường giết gà Ayam Cemani để cúng tổ tiên, thần thánh trong lúc người phụ nữ lâm bồn bởi họ tin rằng may mắn sẽ tới, Ayam Cemani còn được hiến tế vào một số dịp đặc biệt khác. Tiếng gáy của Ayam Cemani cũng được cho là đem lại thịnh vượng.
Gà cũng là một trong 12 con giáp. Theo tôn giáo dân gian của Trung Quốc thì gà là món dành riêng để kính dâng lên tổ tiên và thờ cúng thành hoàng, trừ những thần thánh ăn chay như Thích-ca-mâu-ni. Trong tiếng Hán, đại kê (gà trống) gần âm với chữ đại cát. Đây là nội dung của một quẻ bói tốt nhất cho công việc hoặc tương lai của con người được sử dụng trong tranh thay cho lời chúc lành mà người ta gửi đến nhau trong ngày xuân. Rắn thần được xem là nở ra từ trứng gà trống và sẽ chết khi nghe tiếng kêu của gà trống. Việc cúng gà thường đi kèm với màn cầu khấn "nghiêm túc", trong khi tại các lễ hội vui vẻ thì người ta dùng thịt lợn nướng thay vì thịt gà. Trong các đám cưới Khổng giáo, gà được dùng làm vật thế thân cho người nào bị bệnh hay vắng mặt (chẳng hạn bị chết bất ngờ) không dự được hôn lễ.
Ở Nhật Bản, gà được xem là con vật linh thiêng, hình ảnh của chúng gắn liền với những câu chuyện thần thoại. Một trong số những câu chuyện thần thoại kể rằng, Nữ Thần Mặt trời Amaterasu vì tức giận hành động ngang ngược của người em trai là Thần bão tố Susano nên đã lánh vào hang động, lấp kín cửa hang khiến dương gian chìm trong tăm tối. Trước tình cảnh đó, các vị thần bèn tìm cách để Nữ thần Mặt Trời rời khỏi hang động, mang ánh sáng ấm áp cho trần thế. Họ dùng những con gà trống giọng thật tốt thi nhau gáy để mời gọi Nữ thần Mặt trời.

## Ở Việt Nam

### Trong huyền sử

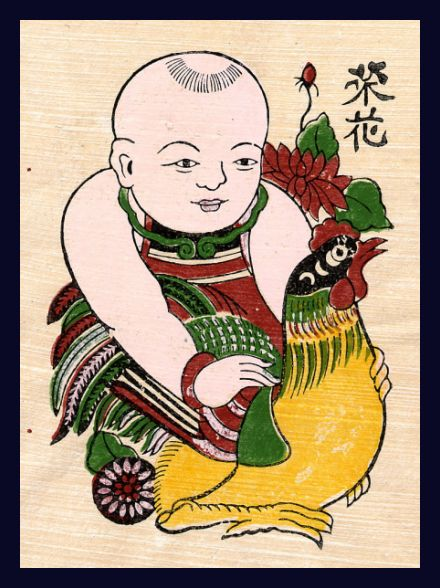
Tranh dân gian Đông Hồ về gà

Gà là một dấu tích của văn minh và văn hóa nông nghiệp ở Việt Nam. Trên trống đồng Đông Sơn, gà và chim là những loài vật được thể hiện khá nhiều, gà và đa số đứng dưới đất là loài chim nước. Có truyền thuyết về vua An Dương Vương Thục Phán cố công xây thành nhưng đấp đến đâu thì đất lở đến đấy, Rùa thần báo cho nhà vua biết ở núi Thất Diệu có một con gà trắng sống đến ngàn năm rồi hóa thành yêu tinh ẩn trong núi, nếu diệt được nó thì việc xây thành sẽ thành công. Sau khi An Dương Vương giết được con gà trắng thì xây được thành. Trước đó trong truyền thuyết Sơn Tinh-Thủy Tinh, gà cũng được nhắc đến với tư cách là một trong ba lễ vật thách cưới của Vua Hùng để gả con gái của mình là Mỵ Nương gồm: Voi chín ngà, gà chín cựa, ngựa chín hồng mao.

### Trong võ thuật
Vào thời Tây Sơn, tương truyền Nguyễn Lữ là người đã sáng tạo ra môn võ Hùng kê quyền (quyền gà chọi) hay Hồng kê quyền, là bài quyền mô phỏng các kỹ thuật của gà chọi, một trong 10 bài danh võ được Liên đoàn võ thuật cổ truyền Việt Nam lựa chọn qua các kỳ hội nghị chuyên môn toàn quốc. Đặc trưng của bài quyền là những động tác dũng mãnh của con gà chọi nhỏ bé mà nhanh nhạy trước đối thủ, bài Hùng kê quyền sử dụng ngón tay trỏ để đâm mô phỏng hình mỏ gà, và các ngón còn lại co vào như chiếc cựa gà. Thủ pháp độc đáo như vậy lại nhằm vào những mục tiêu hiểm của đối thủ, như các huyệt đạo, ngực, hầu v.v. Bộ pháp của bài hết sức linh hoạt, thần tốc, xoay chuyển một cách biến ảo đã hỗ trợ cho việc thi triển thủ pháp một cách kiến hiệu, khiến đối thủ luôn phải hứng chịu những đòn thế có tính sát thương.

### Trong nghệ thuật

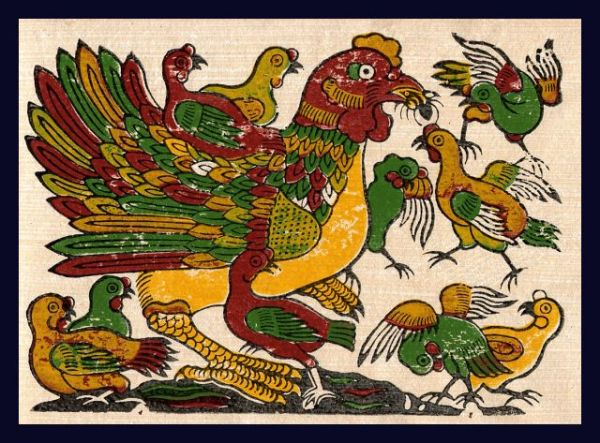
Tranh dân gian Đông Hồ về đàn gà

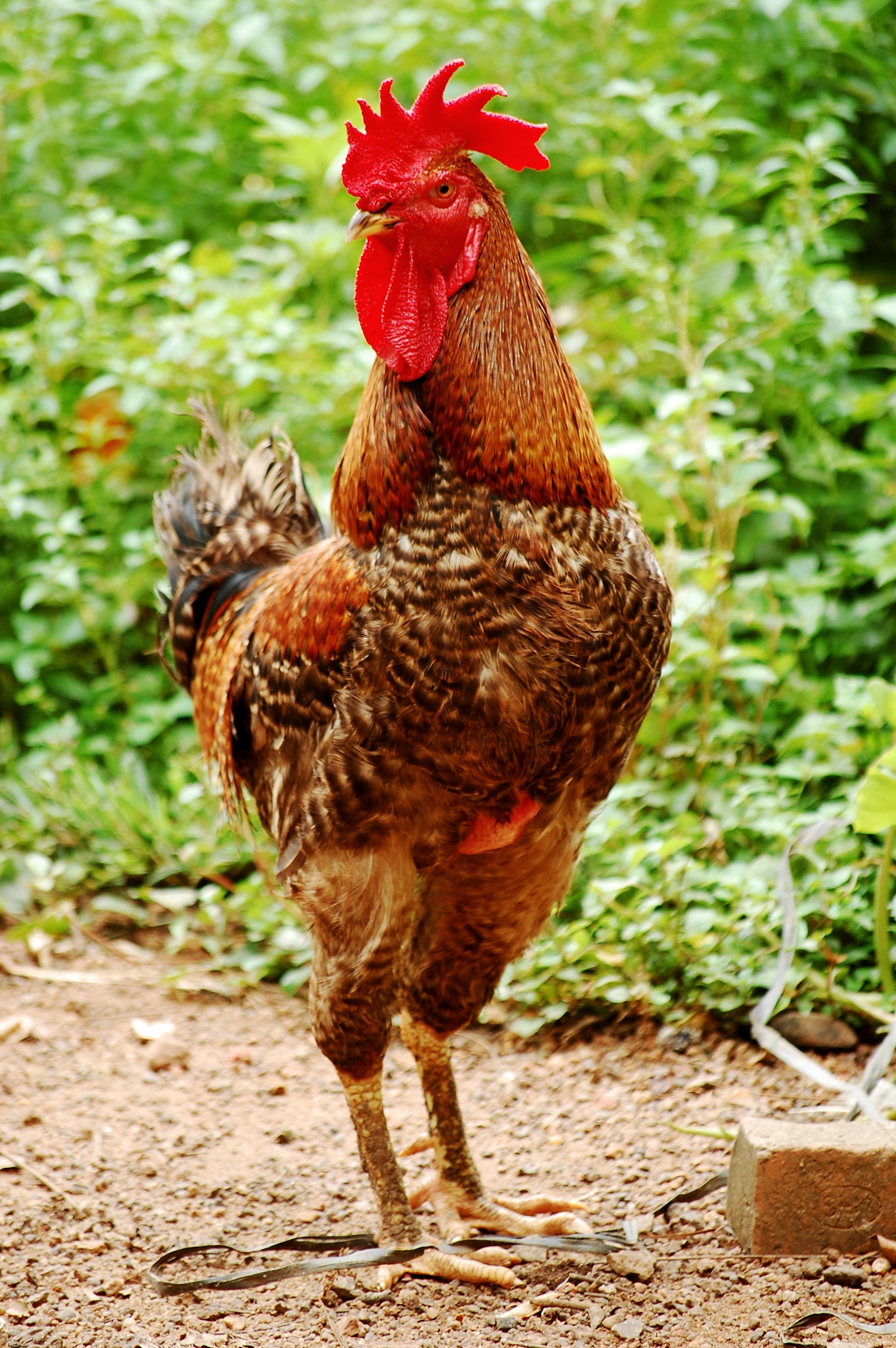
Một con gà trống, trong dân gian xem gà trống có tướng mạo quân tử

Trong văn hoá Việt Nam, đặc biệt với nét tranh Làng Hồ, hình ảnh chú lợn ủn ỉn, hình ảnh con gà cục tác lá chanh. là những nét chấm phá về một làng quê Việt Nam an bình, với những triết lý sống nhân bản, thiên nhiên. Cũng trong văn hóa dân gian Việt Nam, hình ảnh con gà có một vị trí quan trọng, với tục thờ Mẫu, Thánh, Ngũ Phủ công đồng, ở những nơi này biểu tượng con gà được đứng ở vị trí trang trọng trước điện thờ tiên thánh.
Đuôi gà trống có lông dài vào vồng lên, cũng là đặc điểm của gà trống. Trong văn hóa người Việt, cách trang phục phụ nữ miền Bắc ngày xưa khi vấn khăn thì để chừa ra một đoạn tóc đầu cùng bỏ buông lơi, gọi là "tóc đuôi gà". Kiểu tóc này là một nét đẹp được nhiều người ưa thích. Thành ngữ gà mái gáy thường dùng với tính chỉ trích, nói lên người đàn bà tiếm dụng hay làm phận việc của đàn ông. Ngược lại, người đàn ông góa vợ, phải chăm lo cho con thì tiếng Việt gọi là gà trống nuôi con. Con gà trống cũng có mặt trong những câu đố dân gian vì tướng mạo quân tử của nó. 
Gà trống còn là vật cúng tế cổ truyền. Trong bài Nắng mới, Lưu Trọng Lư có tả về gà. Chế Lan Viên từng viết về cái tâm trạng nhớ quê da diết khi nghe tiếng gà gáy và tiếng gà gáy trong thơ Việt Nam, khác biệt với tiếng cuốc, tiếng oanh, hay tiếng nhạn trong thơ Đường. Sau này, trong tiếng lóng, gà còn dùng để chỉ về những cô gái mại dâm.

### Linh vật
Gà Hồ là linh vật tại Đại hội Thể thao châu Á Trong nhà 2009. Gà là một giống vật nuôi gần gũi và thân thiết với người dân Việt. Theo quan niệm dân gian, gà mang đủ năm đức tính tốt của người quân tử: Văn - Võ - Dũng - Nhân - Tín. Đặc biệt hơn, gà Hồ là một giống gà quý ở phía Bắc Việt Nam, là một giống gà Việt thuần chủng. Biểu tượng vui được thiết kế với hình ảnh chú gà Hồ đang vươn mình đón nắng mặt trời như Thể thao Việt Nam hân hoan đón chào AIGs III. Chú gà mặc bộ trang phục thể thao khoẻ khoắn, với tay trái giang rộng đón chào bè bạn quốc tế, tay phải hình chữ V thể hiện niềm tin chiến thắng. Giữa áo là biểu tượng mặt trời đỏ OCA nằm sát cổ áo tạo thành hình tượng chiếc huy chương danh giá nhất của kỳ Đại hội.

## Thành ngữ
Con gà gần gũi với người nông dân Việt Nam, Gà là gia cầm quen thuộc và gắn bó mật thiết với cuộc sống hàng ngày của dân một nước nông nghiệp, nó còn xuất hiện nhiều trong ca dao, tục ngữ để khuyên nhủ nhắc nhở hay chê trách một điều gì đó:
- Gà trống nuôi con
- Con gà tức nhau tiếng gáy
- Ráng mỡ gà thì gió, ráng mỡ chó thì mưa
- Cõng rắn cắn gà nhà
- Bút sa gà chết
- Gà què bị chó đuổi
- Gà đẻ trứng vàng
- Gà chết vì tiếng gáy
- Khôn ngoan đá đáp người ngoài/Gà cùng một mẹ chứ hoài đá nhau
- Trông gà hóa cuốc
- Ông nói gà bà nói vịt
- Như gà mắc tóc
- Chó ỷ thế nhà, gà ỷ thế vườn
- Con gà cục tác lá chanh
- Gà tơ xào với mướp già/Vợ hai mươi mốt chồng đà sáu mươi.
- Trai thời trung hiếu làm "đầu"/Gái thời tiết hạnh, "phao câu", "cánh", đùi/ Phần con một "dạ" một "lòng"/Công cha nghĩa mẹ hết "mình" vì con

Thuật ngữ gà công nghiệp trong tiếng Việt còn được hiểu theo nghĩa rộng, có không chỉ để nói về những giống gà được chăn nuôi theo kiểu công nghiệp mà còn là một thuật ngữ dùng để chỉ về một nhóm đối tượng được nuôi dưỡng, bảo bọc, nuông chiều quá mức và không đúng cách đến khi ra đời thì trở nên ngờ nghệch, thói quen sống thụ động, thiếu trải nghiệm, thiếu khả năng xoay xở, cũng như những kỹ năng tự lo cho bản thân, đờ đẫn, chậm chạp, yếu nhược về thể chất và sức khỏe.